# هتل بابل
هتل بابِل (انگلیسی: Hotel Babylon) یک سریال تلویزیونی بریتانیایی است.